# Cinema Girassol
O Cinema Girassol, igualmente conhecido como Cineteatro GiraSol, localiza-se na localidade e freguesia de Vila Nova de Milfontes, no Município de Odemira, na região do Alentejo, em Portugal.

## Descrição e história
O edifício situa-se na Rua Custódio Brás Pacheco, na vila de Vila Nova de Milfontes. Tem lugar para 348 espectadores.
A sala de cinema também esteve integrada em várias iniciativas culturais no concelho, tendo por exemplo participado no evento Dias da Interculturalidade, em 2019, e nesse ano passou também o documentário Da Terra ao Céu, sobre a tradição da festa do mastro no concelho. Além de sessões de cinema, também serve para a organização de outros tipos de eventos, tendo por exemplo recebido o Festival Milfontes Milguitarras, Festival Internacional de Guitarras de Milfontes, em Novembro de 2013.
Foi inaugurada por António Feliciano Inácio, tendo sido a primeira sala de cinema no concelho. Em 2008, a Fundação Odemira organizou um festival para promover o cinema no concelho, tendo sido dado um destaque importante ao Cinema Girassol, que era considerado como uma estrutura emblemática para a cultura do concelho. O presidente da Comissão Executiva da Fundação e Escola Profissional de Odemira, Francisco Antunes, classificou o proprietário do cinema, António Feliciano, como «um dos mais carismáticos projeccionistas ambulantes do país», em que montava sessões de cinema nas aldeias, recordando também o período em que o Cinema Girassol funcionou ao ar livre. António Feliciano poderá ter sido último dos projeccionistas ambulantes na Europa, sendo considerado como um dos maiores impulsionadores do cinema no concelho de Odemira.
Em 2016, a banda Os Azeitonas publicou o single Cine Girassol, em homenagem a António Feliciano Inácio, sendo o nome uma referência à sala de cinema em Vila Nova de Milfontes. Nessa altura, previa-se que o cinema iria encerrar com a entrada na reforma de Feliciano Inácio.